# Color en los diamantes

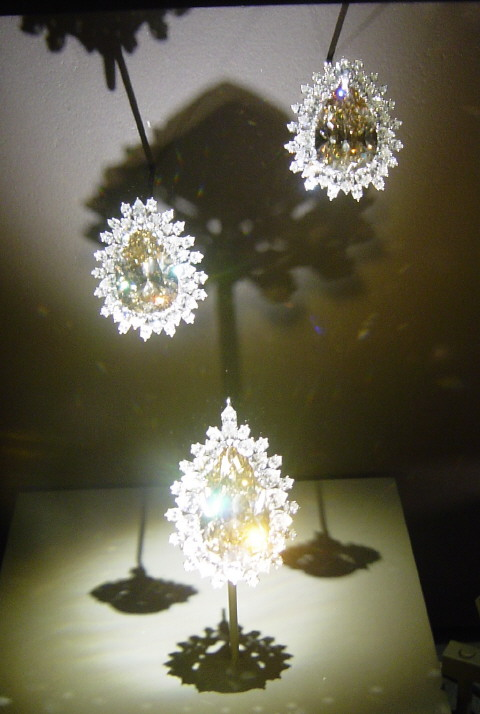
Grupo de diamantes con colores parecidos.

Un diamante, químicamente puro y cristalográficamente perfecto, es plenamente  transparente, sin ningún matiz ni color. Sin embargo, en realidad casi ningún diamante natural es absolutamente perfecto. El color de un diamante puede verse afectado por la presencia de impurezas químicas o defectos estructurales de la red cristalina. Dependiendo del tono y la intensidad, un determinado color puede aumentar o disminuir el valor de dicho diamante. Por ejemplo, la gran parte de los diamantes transparentes son más baratos si presentan tonalidades amarillas, mientras que los diamantes rosas o azules (como el Hope) pueden ser notablemente más caros que sus homólogos transparentes. De todos los colores, los rojos son los más raros y valiosos. La Colección de diamantes Aurora muestra un magnífico rango de colores en diamantes naturales, incluyendo los rojos.

## Tipos de diamantes

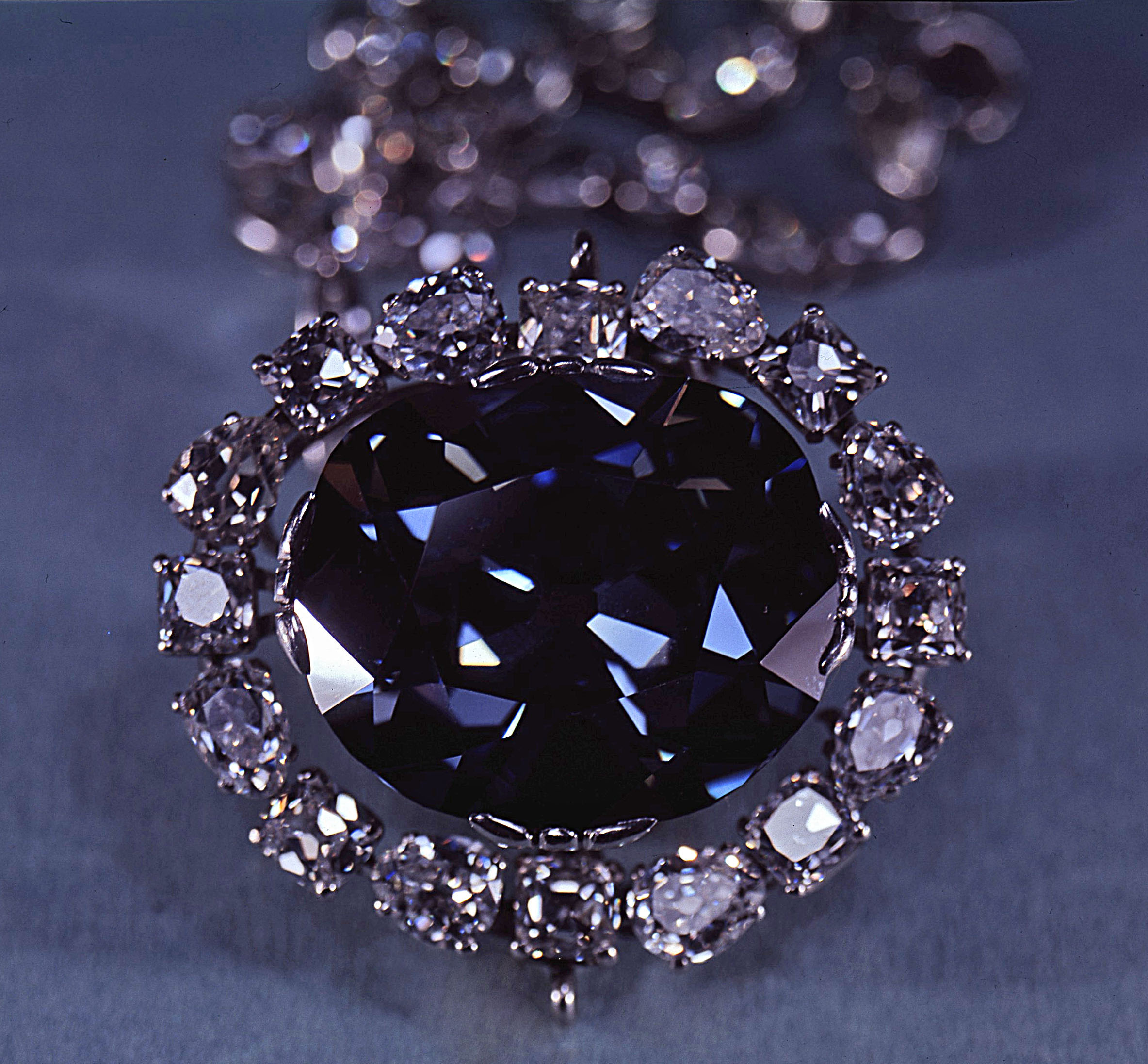
El diamante Hope.

Los diamantes presentan sólo un determinado rango de colores: gris acero, blanco, azul, amarillo, naranja, rojo, verde, rosa a púrpura, marrón, violeta y negro. Los diamantes coloreados presentan impurezas intersticiales o defectos estructurales que causan dicha coloración, mientras que los diamantes perfectos tanto química como estructuralmente son absolutamente incoloros y perfectamente transparentes. Científicamente se clasifican en dos tipos principales con varios subtipos, dependiendo de la naturaleza de las imperfecciones y cómo éstas afectan a la absorción de la luz.
Los diamantes de tipo I tienen al nitrógeno como impureza principal, con una concentración típica del 0,1%. Si los átomos de N van emparejados, el color no se modifica, siendo el tipo IaA. Si los átomos de N van en número impar (sueltos) o formando agregados, aparece un color de amarillo a marrón (tipo IaB). Sobre un 98% de los diamantes extraídos hasta la actualidad son de tipo Ia, y la mayoría de éstos son una mezcla de los subtipos IaA y IaB; son los diamantes pertenecientes a la serie del Cabo o Cape series, nombre que proviene de la rica región diamantífera de la Provincia del Cabo, en Sudáfrica. Si los átomos de N se presentan dispersos por toda la red, individualmente, obtenemos un color amarillo intenso o marrón en menor proporción, siendo los raros diamantes canary los que presentan estas características (un 0,1% del total de los diamantes minados). Los diamantes sintéticos que contienen nitrógeno son de tipo Ib. Los diamantes de tipo I absorben en las regiones ultravioleta e infrarrojo del espectro, desde 320 nm. Además tienen una característica fluorescencia y presentan un espectro de absorción en el visible.
Los diamantes de tipo II contienen pocas o ninguna impureza. Los de tipo IIa aparecen de color rosa, rojo o marrón, color que proviene de los defectos estructurales que se crean durante la deformación plástica presente durante el crecimiento del cristal. Estos diamantes son raros (1,8%) y provienen en su mayoría de las minas australianas. Los diamantes IIb, que constituyen un 0,1% del total, son de color azul acerado o gris, y deben dicho color a la presencia de boro intersticial. Son diamantes semiconductores, mientras que el resto son aislantes. Sin embargo, una sobreabundancia de hidrógeno puede propiciar la aparición de un color azul, que no necesariamente clasifica a dichos diamantes en el subtipo IIb. Los diamantes de tipo II absorben en una región diferente del infrarrojo, y transmiten el ultravioleta por debajo de los 225 nm, al contrario que los de tipo I. Además tienen diferentes características fluorescentes, pero su espectro de absorción en el visible es el mismo.

## Gradación de color de los diamantes blancos
La mayoría de los diamantes minados presentan un color de amarillo claro a marrón, el llamado rango normal de colores. Los diamantes de color amarillo o marrón intenso, o cualquier otro color son los llamados colores de fantasía (fancy color). Los diamantes de máxima pureza son totalmente incoloros y transparentes, y el "color" es blanco brillante. El grado de color que exhibe cada diamante es uno de los factores que afectan a su precio final.

### Historia de la graduación del color
La gradación del color de los diamantes fue iniciada por la London Diamond Syndicate, como una manera de clasificar los diamantes en bruto. Conforme se desarrolló el comercio de diamantes, se fueron introduciendo los diferentes grados de color. Sin un desarrollo cooperativo, los primeros sistemas de gradación fallaban en que no tenían una nomenclatura universal. Los primeros sistemas de gradación fueron: I, II, III; A, AA, AAA; A, B, C. Numerosos términos describían los diamantes de colores raros: golconda, río, cabo, azul blanco, blanco fino y gema azul.

### Elrango normal de colores
El GIA (Instituto Gemológico Americano) desarrolló en la década de 1950 una escala de gradación para los diamantes en el rango normal de colores. Esta escala abarca desde el D (totalmente incoloro) hasta el Z, de color amarillo o marrón claro. Los diamantes marrones más oscuros que K se gradan usando dicha letra y una frase descriptiva. Los diamantes entre K y M se gradan según las frases Marrón muy débil, los N a R como marrón muy claro y los S a Z como marrón claro. Un diamante S se denomina marrón S-claro. Los diamantes más allá de la Z caen dentro de los colores de fantasía.
| GIA | GIA | Grade       | Grade       | Grade       | Grade       | Grade       | D        | D        | E        | E        | F        | F        | G             | G             | H             | H             | I             | I             | J             | J             | K               | K               | L               | L               | M               | M               | N                  | N                  | O                  | O                  | P                  | P                  | Q                  | Q                  | R                  | R                  | S              | S              | T              | T              | U              | U              | V              | V              | W              | W              | X              | X              | Y              | Y              | Z              | Z              |
| GIA | GIA | Description | Description | Description | Description | Description | Incoloro | Incoloro | Incoloro | Incoloro | Incoloro | Incoloro | Casi incoloro | Casi incoloro | Casi incoloro | Casi incoloro | Casi incoloro | Casi incoloro | Casi incoloro | Casi incoloro | Amarillo pálido | Amarillo pálido | Amarillo pálido | Amarillo pálido | Amarillo pálido | Amarillo pálido | Amarillo muy claro | Amarillo muy claro | Amarillo muy claro | Amarillo muy claro | Amarillo muy claro | Amarillo muy claro | Amarillo muy claro | Amarillo muy claro | Amarillo muy claro | Amarillo muy claro | Amarillo claro | Amarillo claro | Amarillo claro | Amarillo claro | Amarillo claro | Amarillo claro | Amarillo claro | Amarillo claro | Amarillo claro | Amarillo claro | Amarillo claro | Amarillo claro | Amarillo claro | Amarillo claro | Amarillo claro | Amarillo claro |

El color de cada diamante se grada comparando una piedra de referencia con nuestra muestra. Cada piedra de referencia se caracteriza por poseer el color más claro posible. Cuando se comparan las piedras de muestra con la de referencia, el experto dictamina si la piedra de muestra tiene más o menos color que la de referencia. Cada laboratorio de gradación posee un conjunto de piedras maestras (masterstones) de referencia, cada una con un grado de color determinado. Sin embargo, el experto en gradación que trabaja de forma independiente, como vendedor por ejemplo, también posee un conjunto de piedras de referencia que abarcan los extremos de color que éste puede esperar de las piedras que va a manejar. Un conjunto típico de piedras para la gradación consiste en cinco diamantes con un incremento de dos grados, como E, G, I, K y M.
Los diamantes con un rango de color normal se gradan "a granel", con la tabla hacia abajo y las facetas mirando hacia arriba.
| GIA                 | Estado: actual      | AGS                                      | Estado: actual                           | AGS                                      | Estado: histórico: pre 1995              | CIBJO Estado: actual         | IDC                        | Estado: actual                       | Scan. D.N.                    | Estado: actual                   | Old World Terms     | Estado: histórico  |
| grado y descripción | grado y descripción | grado y escala colorimétrica electrónica | grado y escala colorimétrica electrónica | grado y escala colorimétrica electrónica | grado y escala colorimétrica electrónica | grado                        | grado y descripción        | grado y descripción                  | grado para 0,5 quilates y más | grado para menos de 0,5 quilates | escala de serie 1   | escala de serie 2  |
| D                   | Incoloro            | 0                                        | 0 - 0,49                                 | 0                                        | 0 - 0,75                                 | Blanco excepcional +         | Blanco excepcional +       | Incoloro                             | Río                           | Blanco                           | Blanco Superior     | Jager              |
| E                   | Incoloro            | 0,5                                      | 0,5 - 0,99                               | 0                                        | 0 - 0,75                                 | Blanco excepcional           | Blanco excepcional         | Incoloro                             | Río                           | Blanco                           | Blanco Superior     | Río                |
| E                   | Incoloro            | 0,5                                      | 0,5 - 0,99                               | 1                                        | 0,76 - 1,35                              | Blanco excepcional           | Blanco excepcional         | Incoloro                             | Río                           | Blanco                           | Blanco Superior     | Río                |
| F                   | Incoloro            | 1,0                                      | 1,0 - 1,49                               | 1                                        | 0,76 - 1,35                              | Blanco raro+                 | Blanco raro+               | Incoloro visto a través de la corona | Wesselton superior            | Blanco                           | Blanco excelente    | Río                |
| F                   | Incoloro            | 1,0                                      | 1,0 - 1,49                               | 2                                        | 1,36 - 2,00                              | Blanco raro+                 | Blanco raro+               | Incoloro visto a través de la corona | Wesselton superior            | Blanco                           | Blanco excelente    | Río                |
| G                   | Casi incoloro       | 1,5                                      | 1,5 - 1,99                               | 2                                        | 1,36 - 2,00                              | Blanco raro                  | Blanco raro                | Incoloro visto a través de la corona | Wesselton superior            | Blanco                           | Blanco excelente    | Wesselton Superior |
| H                   | Casi incoloro       | 2,0                                      | 2,0 - 2,49                               | 3                                        | 2,01 - 2,50                              | Blanco                       | Blanco                     | Incoloro visto a través de la corona | Wesselton                     | Blanco                           | Blanco              | Wesselton          |
| I                   | Casi incoloro       | 2,5                                      | 2,5 - 2,99                               | 4                                        | 2,51 - 3,0                               | Blanco ligeramente coloreado | Blanco ligeramente tintado | Ligeramente coloreado                | Top Crystal                   | Blanco ligeramente coloreado     | Blanco comercial    | Calidad Superior   |
| J                   | Casi incoloro       | 3,0                                      | 3,0 - 3,49                               | 5                                        | 3,01 - 3,75                              | Blanco ligeramente coloreado | Blanco ligeramente tintado | Ligeramente coloreado                | Cristal                       | Blanco ligeramente coloreado     | Cape plata superior | Cristal            |
| K                   | Amarillo pálido     | 3,5                                      | 3,5 - 3,99                               | 5                                        | 3,01 - 3,75                              | Blanco tintado               | Blanco tintado             | Ligeramente coloreado                | Cape superior                 | Blanco tintado                   | Cape plata superior | Cape superior      |
| K                   | Amarillo pálido     | 3,5                                      | 3,5 - 3,99                               | 6                                        | 3,76 - 4,5                               | Blanco tintado               | Blanco tintado             | Ligeramente coloreado                | Cape superior                 | Blanco tintado                   | Cape plata          | Cape superior      |
| L                   | Amarillo pálido     | 4,0                                      | 4,0 - 4,49                               | 6                                        | 3,76 - 4,5                               | Blanco tintado               | Blanco tintado             | Ligeramente coloreado                | Cape superior                 | Blanco tintado                   | Cape plata          | Cape superior      |
| M                   | Amarillo pálido     | 4,5                                      | 4,5 - 4,99                               | 7                                        | 4,51 - 5,50                              | Color tintado 1              | Color tintado              | Ligeramente coloreado a coloreado    | Cape                          | Color tintado                    | Cape ligero         | Cape               |
| N                   | Amarillo muy claro  | 5,0                                      | 5,0 - 5,49                               | 7                                        | 4,51 - 5,50                              | Color tintado 2              | Color tintado              | Ligeramente coloreado a coloreado    | Cape                          | Color tintado                    | Cape ligero         | Cape bajo          |
| O                   | Amarillo muy claro  | 5,5                                      | 5,5 - 5,99                               | 8                                        | 5,51 - 7,0                               | Color tintado 2              | Color tintado              | Ligeramente coloreado a coloreado    | Amarillo claro                | Color tintado                    | Cape                | Amarillo muy claro |
| P                   | Amarillo muy claro  | 6,0                                      | 6,0 - 6,49                               | 8                                        | 5,51 - 7,0                               | Color tintado 2              | Color tintado              | Ligeramente coloreado a coloreado    | Amarillo claro                | Color tintado                    | Cape                | Amarillo claro     |
| Q                   | Amarillo muy claro  | 6,5                                      | 6,5 - 6,99                               | 8                                        | 5,51 - 7,0                               | Color tintado 2              | Color tintado              | Ligeramente coloreado a coloreado    | Amarillo claro                | Color tintado                    | Cape                | Amarillo claro     |
| R                   | Amarillo muy claro  | 7,0                                      | 7,0 - 7,49                               | 9                                        | 7,01 - 8,5                               | Color tintado 2              | Color tintado              | Ligeramente coloreado a coloreado    | Amarillo claro                | Color tintado                    | Cape                | Amarillo claro     |
| R                   | Amarillo muy claro  | 7,0                                      | 7,0 - 7,49                               | 9                                        | 7,01 - 8,5                               | Color tintado 2              | Color tintado              | Ligeramente coloreado a coloreado    | Amarillo claro                | Color tintado                    | Cape oscuro         | Amarillo claro     |
| S                   | Amarillo claro      | 7,5                                      | 7,5 - 7,99                               | 9                                        | 7,01 - 8,5                               | Color tintado 3              | Color tintado              | Ligeramente coloreado a coloreado    | Yellow                        | Color tintado                    |                     | Amarillo claro     |
| T                   | Amarillo claro      | 8,0                                      | 8,0 - 8,49                               | 9                                        | 7,01 - 8,5                               | Color tintado 3              | Color tintado              | Ligeramente coloreado a coloreado    | Yellow                        | Color tintado                    |                     | Amarillo claro     |
| U                   | Amarillo claro      | 8,5                                      | 8,5 - 8,99                               | 10                                       | 8,51 - 10,00                             | Color tintado 3              | Color tintado              | Ligeramente coloreado a coloreado    | Yellow                        | Color tintado                    |                     | Amarillo claro     |
| V                   | Amarillo claro      | 9,0                                      | 9,0 - 9,49                               | 10                                       | 8,51 - 10,00                             | Color tintado 3              | Color tintado              | Ligeramente coloreado a coloreado    | Yellow                        | Color tintado                    |                     | Amarillo claro     |
| W                   | Amarillo claro      | 9,5                                      | 9,5 - 9,99                               | 10                                       | 8,51 - 10,00                             | Color tintado 3              | Color tintado              | Ligeramente coloreado a coloreado    | Yellow                        | Color tintado                    |                     | Amarillo claro     |
| X                   | Amarillo claro      | 10,0                                     | 10 +                                     | 10+                                      | 10+                                      | Color tintado 3              | Color tintado              | Ligeramente coloreado a coloreado    | Yellow                        | Color tintado                    |                     | Amarillo claro     |
| Y                   | Amarillo claro      | 10,0                                     | 10 +                                     | 10+                                      | 10+                                      | Color tintado 3              | Color tintado              | Ligeramente coloreado a coloreado    | Yellow                        | Color tintado                    |                     | Amarillo claro     |
| Z                   | Amarillo claro      | 10,0                                     | 10 +                                     | 10+                                      | 10+                                      | Color tintado 3              | Color tintado              | Ligeramente coloreado a coloreado    | Yellow                        | Color tintado                    |                     | Amarillo claro     |

El Laboratorio Gemológico Europeo (USA) (EGLUSA) también usa la escala de color desarrollada por la GIA.
El color "D" tiene un aspecto como "de hielo". Los diamantes varían desde los totalmente incoloros hasta los de "alto color", situados en el otro extremo de la escala. Estos términos se refieren a la demanda comercial, no a la intensidad del color en sí misma.

### Clasificación de diamantes con colores inusuales

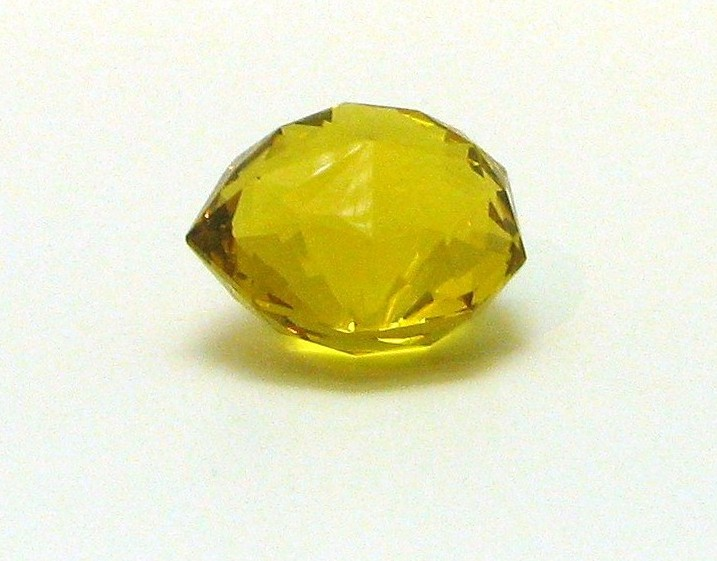
Reproducción del desaparecido diamante Florentino.

Los diamantes amarillos o marrones con un color más intenso que el Z, además de los diamantes que tienen otros colores aparte del amarillo o marrón, se consideran "de fantasía". Son gradados aparte, mediante sistemas de color diferentes, que indican las características del color. Estos sistemas de graduación son parecidos a los usados para gradar otras gemas, como el rubí, el zafiro o la esmeralda.

#### Sistema de clasificación de diamantes coloreados
La GIA publica el Colored Diamond Grading Report (Informe sobre la graduación de diamantes coloreados), para los diamantes que no entran en la escala normal de color. Usan una lista de 27 matices que abarcan todo el espectro. El tono y la saturación de cada matiz se describe usando nueve descriptores: Pálido, Muy claro, Claro, De fantasía claro, De fantasía intenso, De fantasía oscuro, De fantasía profundo y De fantasía vívido.

### El Colorímetro Gran
El color puede determinarse usando un instrumento llamado Colorímetro Gran, fabricado por Sarin Technologies. Mide desde D a Z hasta Fantasía Intenso con una precisión de ±½ grado en piedras "a granel" de 0,25 a 10 quilates (o desde 0,15 quilates o 20 quilates con menor precisión), y se puede especificar la escala de color a usar (GIA, GEM, IGI, AGS, HRD y otras). La precisión es de ±1 unidad para piedras engastadas. Si tu diamante es G, este dispositivo te dirá que es "G alto" o "G bajo". Este colorímetro fue desarrollado por Paul Gran en 1972, en Gran Computer Industries.

## Precio de los diamantes coloreados

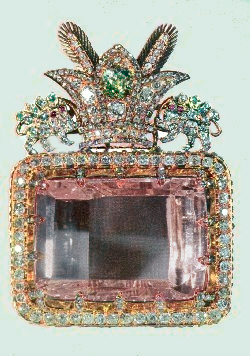
El diamante Darya-ye Noor es uno de los diamantes más grandes del mundo y uno de los más raros debido a su inusual color rosa. Pesa 182 quilates (36,4 gramos) y su color rosa pálido es uno de los más raros. Su nombre persa 'Darya-ye Noor' podría traducirse como 'Mar de Luz'.

Los diamantes que pasan por la escala GIA son valorados teniendo en cuenta su transparencia. Por ejemplo, un diamante E (prácticamente incoloro) es mucho más caro que uno Y (amarillo claro a marrón). Esto se debe a dos factores: los diamantes incoloros son mucho más escasos, y su brillo es el más deseado por los consumidores, aumentando la demanda. Un color pobre no es suficiente como para desechar el uso como gema de dicho diamante: si el resto de características (características estructurales, tamaño, etc) son buenas, un diamante coloreado puede ser más útil como gema que como diamante de grado industrial.
Los diamantes que se salen de la escala a la hora de tasarlos son los "de fantasía". Estos se tasan según criterios diferentes a los anteriores. Cuando el color es poco frecuente y conforme más intenso es, más caro se vuelve. Los diamantes "de fantasía", como el azul oscuro Hope son de los más caros. La Colección de diamantes Aurora es una de las más extensa en cuanto a colores.